# Jung Yong-Han
Jung Yong-Han es un deportista surcoreano que compitió en taekwondo. Ganó dos medallas de oro en el Campeonato Asiático de Taekwondo, en los años 2004 y 2010.

## Palmarés internacional
| Campeonato Asiático | Campeonato Asiático      | Campeonato Asiático | Campeonato Asiático |
| Año                 | Lugar                    | Medalla             | Categoría           |
| ------------------- | ------------------------ | ------------------- | ------------------- |
| 2004                | Seongnam (Corea del Sur) | Medalla de oro      | –84 kg              |
| 2010                | Astaná (Kazajistán)      | Medalla de oro      | –87 kg              |